# Hericium
Hericium Pers., 1794 è un genere di funghi Basidiomiceti appartenente alla famiglia Hericiaceae.

## Specie di Hericium
La specie tipo è Hericium coralloides (Scop.) Pers. (1794), altre specie incluse sono:
- Hericium cardium Pers. (1825)
- Hericium caucasicum Singer (1929)
- Hericium strictum Pers. (1818)
- Hericium erinaceus (Bull.) Persoon